# Аначкасы
Аначкасы́ (чув. Аначкасси) — деревня в Чебоксарском районе Чувашской Республики. Входит в состав Янышского сельского поселения.

## География
Находится в северной части Чувашии на расстоянии приблизительно 21 км на запад-юго-запад по прямой от районного центра поселка Кугеси.

## История
Известна с 1795 года как выселок села Акрамово с 7 дворами. В 1859 году было 50 дворов, 266 жителей, в 1906 — 37 дворов, 138 жителей, в 1926 — 37 дворов, 145 жителей, в 1939—157 жителей, в 1979—102. В 2002 году было 31 двор, в 2010 — 21 домохозяйство. В период коллективизации был образован колхоз «Дружина», в 2010 году работало ЗАО «Прогресс».

## Население
Постоянное население составляло 76 человек (чуваши 98 %) в 2002 году, 53 в 2010.